# Голям-Манастир
Голям-Манастир (болг. Голям манастир — большой монастырь) — село в Болгарии. Находится в Ямболской области, входит в общину Тунджа. Население составляет 339 человек.